# Ptasinszky Pepi
Ptasinszky Pepi, Josephine, Peppy J De Ptaszinsky (Bécs, 1902. május 25. – Slough, Egyesült Királyság, 1988) táncosnő.

## Pályafutása
Németországban nevelkedett. Már kora ifjúságában az Operaházhoz került balletnövendéknek, ahol négy évig Kasner kisasszony tanította, később pedig Brada Ede balettmester. Számos gyermekszerepet játszott a különböző operákban. (Rózsalovag, Lohengrin, Pillangókisasszony stb.) 16 éves korában Wlassics Gyula szerződtette az Operaházba szólótáncosnőnek, majd rövidesen prímabalerinának. Gyorsan ívelő pályája nagyszerű lábtechnikája és mimikai képessége folytán emelkedett mind jobban felfelé. Hét évig szerepelt az Operánál. Nagy sikert aratott a Mályvácska királykisasszonyban, amelyet 64-szer táncolt el. Közben több ízben szerepelt a külföldi operák színpadjain is, így a londoni Colosseumban is. 1920 és 1928 között magántáncosnőként működött. 1927 augusztus végén férjhez ment Semler Béla londoni gyároshoz, majd visszavonult a szerepléstől. Példaképe Nirschy Emília volt, akitől egy hajtűt talizmánként őrzött.

## Fontosabb szerepei
- Mályvácska (Brada E.: Mályvácska királykisasszony)
- Balerina (Brada E.: Petruska)